# Другий погляд на планету Ксі
«Другий погляд на планету Ксі» (пол. Drugie spojrzenie na planetę Ksi) — останній, незавершений роман польського письменника Януша Зайделя, продовження твору «Уся правда про планету Ксі». У вересні 2014 року була випущена нова версія роману, завершена Марціном Ковальчиком.
Роман належить до соціально-політичної фантастики. Оповідання переважно торкається питання про тероризм у космосі, а також порушує типову для Зайделя тему утопічних і не лише політичних звичаїв.

## Історія публікації
Фрагменти та нариси роману були опубліковані Зайделем у збірниках «Прощальні листи» та «Резиденція». З огляду на те, що життя автора було дуже  коротким і він не встиг дописати роман, невелика його частина (три розділи), також була випущена разом з перевиданням попередньої частини під назвою «Вся правда про планету Ксі». Другий погляд на планету Ксі.
У 2011 році Ядвіга Зайдель та Джоанна Зайдель-Пржибил разом із видавництвом superNOWA оголосили конкурс на продовження роману, переможем якого став Марцін Ковальчик. Доопрацьовану кгигу презентували на Полконі в 2014 році.

## Сюжет
Досвідчений командир міжгалактичного плавання з псевдонімом Слот повертається на Землю після завершення розвідувальної місії на планеті Ксі (ця місія є предметом роману «Уся правда про планету Ксі»), до якої 4000 людей було відправлено багато років тому, щоб оселитися на планеті. Є багато вказівок на те, що існуюча ситуація на Ксі викликана організованою терористичною бандою. Командир повинен вжити заходів, щоб забезпечити власну безпеку та безпеку рятувальної експедиції на заселену планету.